# Pod Górami (Mikułowice)
Pod Górami – część wsi Mikułowice w Polsce, położona w województwie świętokrzyskim, w powiecie buskim, w gminie Busko-Zdrój.
W latach 1975–1998 Pod Górami administracyjnie należało do województwa kieleckiego.